# Henri Fonfrède
Henri Jean Étienne Boyer-Fonfrède, dit Fonfrède, né à Bordeaux le 21 février 1788 et mort le 23 juillet 1841, est un orateur, économiste, journaliste, négociant et homme de lettres français.

## Biographie
Fils du conventionnel Jean-Baptiste Boyer-Fonfrède (1760-1793), et de Jeanne Justine Ducos (1767-1820), Henri Fonfrède suit une formation d'avocat à Bordeaux puis Paris, études écourtées pour des raisons de santé. 
En 1815, fils d'un régicide, il est exilé par Louis XVIII, mais il parvient à revenir à Bordeaux dès 1816. Il fonde une maison de commerce avec son oncle Armand Ducos, armateur bordelais, qui prend part aux tentatives de colonisation de la république du Texas.
Il devient journaliste en 1820 à La Tribune (Bordeaux) avant de fonder l’Indicateur de Bordeaux (1826) et le Courrier de Bordeaux (1837). Dans ces feuilles, ainsi que dans de nombreuses brochures, il défend avec ardeur les idées libérales, en politique comme en économie.
Proche des doctrinaires sous la Restauration, il devient un défenseur du pouvoir royal sous la monarchie de Juillet. En 1838-1839, au moment des attaques de la coalition formée contre le deuxième ministère Molé, il réplique à la brochure de Duvergier de Hauranne Des principes du gouvernement représentatif et de leur application (novembre 1838) dans un livre intitulé Du gouvernement du roi et des limites constitutionnelles de la prérogative parlementaire (janvier 1839), dans lequel il contestait, avec des arguments logiques, que la Charte de 1830 instituait un régime parlementaire. Il est cité comme un « guérillero » de « l'armée de l'ordre » par Victor Hugo dans Les Misérables.
Il est aussi un opposant à la colonisation de l'Algérie par la France. Il dénie à l'Europe le droit de se réclamer de la civilisation lorsqu'elle voit « les trois autres parties du monde comme des régions subalternes, destinées à servir de colonies à ses besoins, à ses gouts, à ses caprices - civilisation tellement absolutiste que, pour s’implanter où il lui plait, et là, usurper, accaparer, agioter, elle se croit le droit d’exterminer les indigènes qui ne veulent pas recevoir docilement son empreinte et son joug. »

## Œuvres
Les Œuvres d'Henri Fonfrède ont été réunies par son collaborateur Alcée Campan (Bordeaux, Chaumas-Gayet, 1844-1847, 10 vol. in-8). On peut citer :
- Réponse à la brochure de M. de Chateaubriand intitulée : De la Nouvelle proposition relative au bannissement de Charles X et de sa famille, Paris, Moutardier, 1831, in-8
- Du gouvernement du roi, et des limites constitutionnelles de la prérogative parlementaire. Dédié à la chambre des députés de France, Paris, H. Delloye, 1839, in-8
- Du Système prohibitif, Paris, Guillaumin, 1846, in-8 (Publications de l'Association pour la liberté des échanges)
- Examen du ″Mémoire sur la question des sucres″ de M. Gautier, Impr. de Dupuy, s.d.

Une correspondance manuscrite très volumineuse entre Henri Fonfrède et ses contemporains est conservée à la Bibliothèque municipale de Bordeaux. 
- Correspondance autographe de Henri Fonfrède, de Bordeaux (1827-1841), avec Ch.-Al. Campan et ses collaborateurs du Courrier de la Gironde

## Sources
- Archives Nationales, base Leonore, dossier de Légion d'honneur de Jean Etienne Henri Fonfrède, LH/992/3.